# Jason Davidson
Jason Alan Davidson (* 29. Juni 1991 in Melbourne) ist ein australisch-griechischer Fußballspieler, der aktuell bei der KAS Eupen in Belgien unter Vertrag steht.

## Karriere

### Verein
Jason Davidson begann seine Karriere in Japan bei einem High-School-Verein in Tokio. 2009 wechselte er dann in seine Heimat zu Hume City FC. Jedoch nur nach einem Jahr dort verpflichtete ihn die Jugendabteilung von FC Paços de Ferreira. Dort stieg er schnell auf und hatte zumindest einen Platz auf der Bank der A-Mannschaft. Bei dem portugiesischen Verein kam er in der Primeira Liga auf 5 Spiele ohne Torerfolg. Während seiner Zeit dort wurde er an den SC Covilhã verliehen, der Zweitligist hatte für ihn direkt einen Stammplatz. Nach seiner Rückkehr wurde sein Vertrag bei Paços aufgelöst. Ein halbes Jahr später nahm ihn Heracles Almelo auf. Sein Debüt in der Eredivisie gab er am 25. März 2012 bei dem 3:1-Sieg über den FC Utrecht. Im August 2014 wechselte Davidson nach England in die Premier League zu West Bromwich Albion, wo er einen 1-Jahres-Vertrag erhielt. Bei einem Premier-League-Spiel belebte einen Gegenspieler wieder und ging in die Geschichte der Premier League ein, indem er eine seltene Gnade erwies. Anfang Juli wechselte er innerhalb der Premier League zu Huddersfield Town, die ihn wiederum nach einer Saison wieder in die Niederlande zum FC Groningen verliehen. Nach seiner Rückkehr wechselte er nach Kroatien in die 1. HNL zu HNK Rijeka. Die Rückrunde dort war er aber Leihspieler von NK Olimpija Ljubljana, mit denen er 2018 das Double aus der slowenischen Meisterschaft und dem slowenischen Pokalsieg gewann. Nach seiner Rückkehr zu Rijeka wechselte er zurück in seine Heimat, zu Perth Glory nach Australien. Im Juli 2019 ging er nach Südkorea zu Ulsan Hyundai, wo er anfangs lange aufgrund von Trainingsrückstand ausfiel, aber danach hatte er einen Stammplatz bei den Koreanern sicher. Sein Debüt in der K League 1 gab er am 2. Oktober 2019 gegen den Gangwon FC (2:0). In der gesamten Saison 2019 spielte er insgesamt dreimal für die Südkoreaner. In der darauf folgenden Saison spielte er lediglich viermal in der Liga und kam zu drei Einsätzen in der Champions League. In der Saison 2021 kam er zu einem Einsatz bei der Klub-WM im Spiel um Platz fünf, welches man verlor. Dies war jedoch sein einziger Saisoneinsatz. Im Sommer 2021 wechselte er wieder nach Australien zu Melbourne Victory.
Doch schon ein Jahr später kehrte Davidson nach Europa zurück und schloss sich dem belgischen Erstligisten KAS Eupen an, bei dem er einen Vertrag mit einer Laufzeit von zwei Jahren unterschrieb. In seiner ersten Saison bestritt er 33 von 34 möglichen Ligaspielen. Lediglich bei einem Spiel fehlte er aufgrund einer Sperre nach fünf gelben Karten. In der nächsten Saison waren es 29 von 36 möglichen Ligaspielen, in denen er ein Tor schoss, sowie ein Pokalspiel. Die Saison endete mit dem Abstieg der KAS Eupen in die Division 1B.

### Nationalmannschaft
Davidson begann seine Länderspielkarriere bei der U-20 Auswahl von Australien, wo er sechs Spiele machen durfte, bevor er von der A-Mannschaft entdeckt wurde und von dem damaligen Nationaltrainer Holger Osieck in den Kader berufen wurde. Sein Debüt für die Socceroos gab er am 15. August 2012, als er bei einem Freundschaftsspiel gegen Griechenland (1:3) in der 60. Minute eingewechselt wurde. Auch bei der Fußball-Weltmeisterschaft 2014 und bei dem Gewinn von der Fußball-Asienmeisterschaft 2015 war Davidson im Kader der Australier. Im November 2015 machte er sein vorerst letztes Spiel in der WM-Qualifikation für die Fußball-Weltmeisterschaft 2018 für die Socceroos gegen Bangladesch (4:0-Sieg). Knapp sieben Jahre später kam er dann zu einem weiteren, bisher letzten Einsatz am 1. Juni 2022 bei einem Testspiel gegen Jordanien (2:1).

## Erfolge
Verein
- Slowenischer Meister: 2018
- Slowenischer Pokalsieger: 2018
- AFC-Champions-League-Sieger: 2020

Nationalmannschaft
- Asienmeister: 2015